# Theuns Stofberg
Martinus Theunis Steyn Stofberg, conocido simplemente como Theuns Stofberg (Estado Libre, Unión Sudafricana, 6 de junio de 1955-cerca de Stellenbosch, Sudáfrica, 23 de agosto de 2023) fue un jugador de rugby sudafricano que jugó en las posiciones de Flanker y Lock.

## Carrera

### Club
| Periodo   | Club               |
| --------- | ------------------ |
| 1976-1979 | Orange Free State  |
| 1980-1982 | Northern Transvaal |
| 1983-1984 | Western Province   |

### Selección nacional
Jugó para Sudáfrica en veintiún ocasiones de 1976 a 1984 y anotó treinta puntos, en cuatro de esos partidos fue capitán.

## Logros
Es reconocido por ser el único jugador de rugby en ganar la Currie Cup con tres equipos diferentes y además de jugar en siete finales.
- Currie Cup (5): 1976, 1979, 1980, 1981, 1983

## Vida personal y muerte
Al retirarse de la competición deportiva oficial, obtuvo el título de fisioterapeuta en la Universidad del Estado Libre, profesión que ejerció hasta 2008, momento en el que le diagnosticaron el síndrome de Churg Strauss. Posteriormente trabajó como empresario turístico.
Theuns Stofberg falleció en un accidente de tráfico el 23 de agosto de 2023 a los 68 años.